# Cheikh MC
 (décembre 2018).
Si vous disposez d'ouvrages ou d'articles de référence ou si vous connaissez des sites web de qualité traitant du thème abordé ici, merci de compléter l'article en donnant les références utiles à sa vérifiabilité et en les liant à la section « Notes et références ».
Cheikh MC, Abderémane Cheikh de son vrai nom, est un rappeur, auteur, compositeur-interprète comorien né le 12 août 1978 à Moroni Ngazidja.

## Biographie
En 2005, il sort son premier album, Tout Haut, qui donne lieu le 26 août 2005 à un concert au Stade de Moroni. En 2006, il participe au Comores Music Awards (à Savigny-le-Temple) et participe à un festival de Hip Hop à Marseille en 2009.

## Discographie
- 2005 : Tout Haut (Album)
- 2010 : Enfant du tiers monde (Album)
- 2014 : Revolution (Ep 7 titres)
- 2017: UPEZO (Album)[2]

## Tubes
- 1999 : Le Hola
- 2005 : Mwambiyé
- 2007 : Msadjadja
- 2008 : Beramu avec Soprano et Don Vincenzo (Psy4 de la rime)
- 2010 : Kapvu
- 2011 : Kutsi Wawetshe
- 2015: Hamwemwewu
- 2016: Anyibu

## Clips
- 2005 : Mwambiyé
- 2006 : Ngoshawo
- 2007 : Lapva
- 2008 : Msadjadja
- 2010 : Kapvu (réalisé par Ahja Prod)
- 2011 : Je Pète Un Câble (Réalisé par SKWideo)
- 2011 : Do Manga (Réalisé par SKWideo)
- 2012 : Kutsi Wawetshe (Réalisé par Kader pour AB.Motion)
- 2014 : Révolution (Réalisé par Comoriano Moud et K'poral Chris)
- 2015 : Hamwemwewu (Réalisé par Interface Prod)
- 2015: Ngamina 2.0 (Réalisé par Beat Bounce Entertainment)
- 2015 : Koza (Réalisé par K'poral Chris)
- 2016: Anyibu (Réalisé par Cheikh Mc, Ast et Dany Comoriano)
- 2017: Rumbu (Kali Nyama)